# Myśliczek pospolity
Myśliczek pospolity (Stenus clavicornis) – gatunek chrząszcza z rodziny kusakowatych i podrodziny myśliczków (Steninae).
Gatunek ten został opisany w 1763 roku przez Antonio Scopoliego jako Staphylinus clavicornis.
Chrząszcz o ciele długości od 4,5 do 5,5 mm. Szerokość jego głowy mierzona wraz z oczami jest nie większa niż nasady pokryw. Na powierzchni przedplecza i pokryw punkty stykają się ze sobą, tworząc rynienkowate bruzdy. Przedplecze jest nieco dłuższe niż szersze. Pokrywy są nieco dłuższe i o ¼ szersze od przedplecza. Początkowe tergity odwłoka mają pośrodku części nasadowych pojedyncze, krótkie listewki. Co najmniej cztery pierwsze tergity mają boczne brzegi odgraniczone szerokimi bruzdami. Odległości między punktami na drugim i trzecim tergicie są mniejsze niż ich średnice. Odnóża są żółtobrunatnie z prawie czarnymi wierzchołkami ud i nasadami goleni. Smukłe tylne stopy prawie dorównują długością goleniom. Odnóża tylne samców nie mają ostrych ząbków u nasady ud, za to występuje tam odstające owłosienie.
Owad rozprzestrzeniony w całej krainie palearktycznej, w tym Europie, Rosji, Gruzji, Armenii, Azerbejdżanie, Turcji, Mongolii, Chinach, Korei, Japonii, a ponadto we wschodnich Indiach, Kanadzie i Stanach Zjednoczonych. Zasiedla lasy jak i tereny otwarte, preferując miejsca wilgotne. Przebywa pod opadłymi liśćmi i innymi szczątkami roślinnymi, kamieniami oraz wśród mchów i ściółki.